# Laccoptera
Laccoptera es un género de escarabajos de la familia Chrysomelidae. El género fue descrito por Carl Henrik Boheman en 1855. Esta es una lista de algunas especies:
- Laccoptera caduca Borowiec, 1994
- Laccoptera cancellata Boheman, 1855
- Laccoptera cheni Swietojanska, 2001
- Laccoptera cicatricosa Boheman, 1855
- Laccoptera confragosa (Weise, 1899)
- Laccoptera depressa Swietojanska, 2001
- Laccoptera distans (Spaeth, 1902)
- Laccoptera excavata Boheman, 1855
- Laccoptera foveolata (Boheman, 1856)
- Laccoptera meghalayaensis Swietojanska, 2001
- Laccoptera murrayi Boheman, 1862
- Laccoptera nunbergi Borowiec, 1994
- Laccoptera parallelipennis (Spaeth, 1903)
- Laccoptera rotundicollis Borowiec, 1997
- Laccoptera schawalleri (Medvedev in Medvedev & Zaitsev, 1993)
- Laccoptera sedecimmaculata (Boheman, 1856)
- Laccoptera sulcata (Olivier, 1808)
- Laccoptera sutteri
- Laccoptera tredecim-punctata (Fabricius, 1801)
- Laccoptera warchalowski Borowiec, 1985

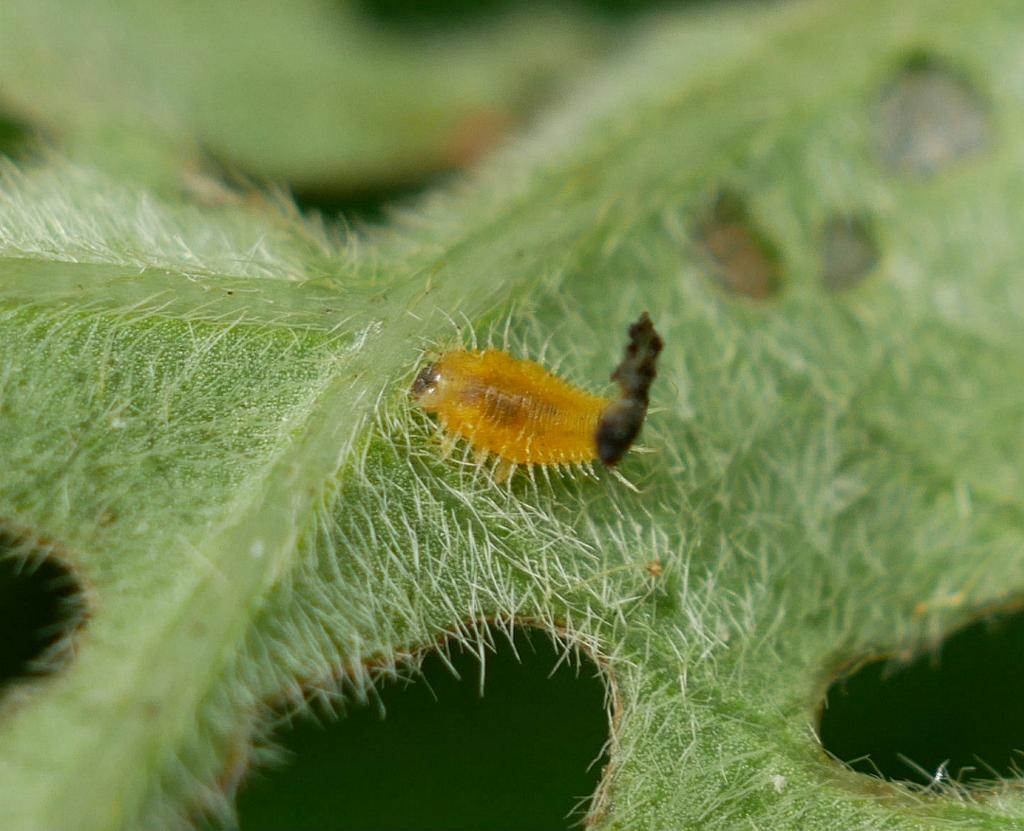
Laccoptera quadrimaculata, larva